# 72
سنة 72 م (بالأرقام الرومانية: LXXII) كانت سنة كبيسة تبدأ يوم الأربعاء (الرابط يظهر نموذج الجدول الزمني الكامل للسنة) من التقويم اليولياني. بدأت تسمية السنة ب72 منذ العصور الوسطى المبكرة، عندما أصبح تقويم أنو دوميني هو الأسلوب السائد في أوروبا لتسمية السنوات.

## أحداث
- بدء حصار متسادا والذي استمر إلى 73.

## وفيات
- توما كهنوت هندي